# FILIN-150U
FILIN-150U- пристрій для пошуку, виявлення, розпізнавання об'єктів і їх прицілювання. FILIN-150U може використовуватися для широкого спектра бронетранспортерів і бойових машин.

## Опис
Приціл FILIN-150U має тепловізійний канал, кольоровий денний телевізійний канал з високою роздільною здатністю, а також лазерний далекомір.
Прилад дозволяє не лише ідентифікувати та розпізнати ціль, а й визначити відстань до неї, що підвищує точність ураження. Завдяки високій сумісності системи і простоті експлуатації, пристрій відмінно працює в умовах диму, туману і гарантує можливість виявлення об'єктів.
Приціл FILIN-150U призначений для установки на легкі і важкі броньовані машини.

## Технічні характеристики
Дальність виявлення об'єктів — 2,3×2,3 м (танків) — не менше 8000 м
Дальність розпізнавання — не менше 5000 м
Дальність ідентифікації об'єктів — не менше 2000 м
Завадостійкій до висвітлення ІЧ-освітлювачів та інших джерел інтенсивного світла
Час безперервної роботи — 24 години
Вага — 10 кг